# Milcah Chemos Cheywa
Milcah Chemos Cheywa (Kenia, 24 de febrero de 1986) es una atleta keniana, especialista en la prueba de 3000 m obstáculos, con la que llegó a ser campeona mundial en 2013.

## Carrera deportiva
En el Mundial de Moscú 2013 gana la medalla de oro en los 3000 metros obstáculos por delante de su compatriota la keniana Lydiah Chepkurui y de la etíope Sofia Assefa. También ha conseguido ganar otras medallas en esta misma prueba: bronce en los JJ. OO. de Londres 2012 y plata en los mundiales de Berlín 2009 y Daegu 2011.